# ایزاک تیتسینگ

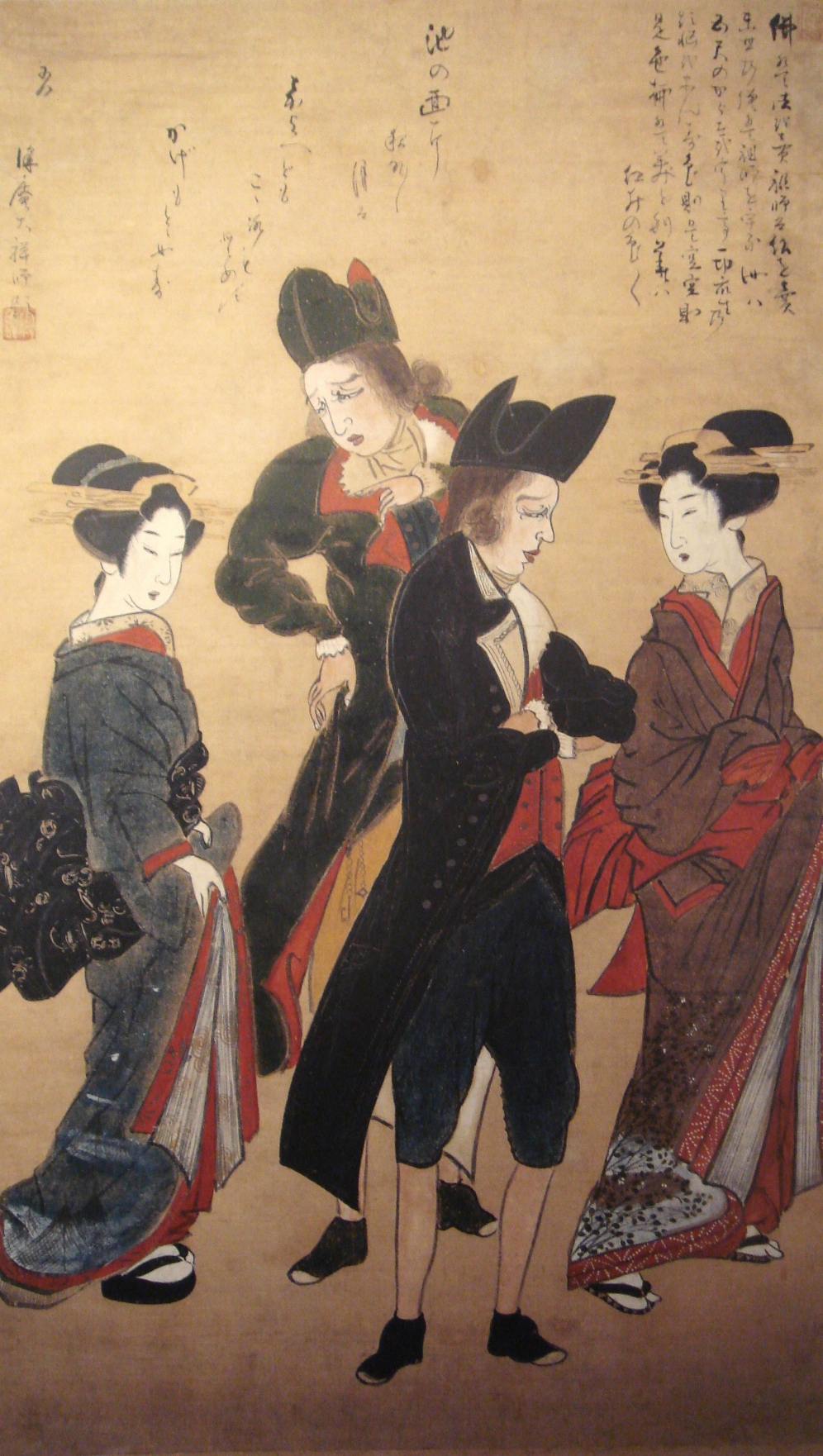
هلندی‌ها با زنان روسپی در ناگاساکی در سال ۱۸۰۰

ایزاک تیتسینگ (هلندی: [Vereenigde Oostindische Compagnie or VOC] Error: {{Lang}}: متن دارای نشانه‌گذاری ایتالیک است (راهنما)) ((۱۰ ژانویه ۱۷۴۵ در آمستردام – ۲ فوریه ۱۸۱۲ در پاریس) یک جراح، محقق، تاجر و سفیر هلندی بود.
وی در طول زندگی حرفه‌ای طولانی مدتش در شرق آسیا، به عنوان یک مقام ارشد کمپانی هند شرقی هلند و به نمایندگی از شرکت‌های تجاری اروپا توانست به صورت منحصر به فرد ب تماس رسمی با شوگونسالاری توکوگاوا ژاپن باشد و دو بار برای گفتگو با شوگون و دیگر مقامات بالای شوگونسالاری به ادو سفر کند.